# Весто (Угорщина)
Весто (угор. Vésztő) — містечко в медьє Бекеш, Сегхаломський район, в Угорщині. Місто займає площу 125,76 км  2 , на якій проживає 7623 жителів.
| Угорщина | Це незавершена стаття з географії Угорщини. Ви можете допомогти проєкту, виправивши або дописавши її. |